# 过氧化铯
过氧化铯是一种无机化合物，化学式为Cs2O2。它可由铯在液氨中于50 °C被氧气氧化，或由超氧化铯在320~440 °C分解得到。从氢氧化铯的过氧化氢水溶液中可以结晶出Cs2O2·4H2O2。
它和二氧化钌在800 °C的钯管中加热，可以得到暗绿色的晶体Cs2RuO4。

## 拓展阅读
- A. Band, A. Albu-Yaron, T. Livneh, H. Cohen, Y. Feldman, L. Shimon, R. Popovitz-Biro, V. Lyahovitskaya, R. Tenne. . The Journal of Physical Chemistry B. 2004-08, 108 (33): 12360–12367  [2020-12-31]. ISSN 1520-6106. doi:10.1021/jp036432o. （原始内容存档于2020-07-29） （英语）.